# Reaktorméreg
A reaktorméreg az atomreaktorban a maghasadás során keletkező olyan kémiai elem, amely elnyeli a neutronokat (ezáltal csökkentve a sokszorozási tényezőt), anélkül, hogy hozzájárulna a láncreakcióhoz. 
Az atomreaktorban végbemenő maghasadás új kémiai elemeket hoz létre, mint például xenon, cézium, jód, technécium, stroncium, tellúr. Ezek közül léteznek olyanok is, amelyeknek sokkal nagyobb a neutronbefogási hatáskeresztmetszete a fűtőanyagétól (U-235 vagy Pu-239). A legfontosabb reaktormérgek a 135Xe és a 149Sm.

## Xenon
A xenon nagyrészt a maghasadás során keletkező 135I béta-bomlásából jön létre. Elenyésző mennyiségben a maghasadás direkt termékeként is létrejöhet. Ez az izotóp maga is instabil (9,1 órás felezési idővel céziummá alakul), így a reaktor beindítása után hamar beáll az egyensúlyi helyzet. A reaktor leállítása után egy ideig még termelődik a xenon (a fennmaradt jódból), de egy bizonyos idő (pár nap) elteltével elbomlik, és a reaktort újra lehet indítani.

## Szamárium
A szamárium a 149Pm (ami direkt bomlástermék) béta bomlásából keletkezik. A xenonnal ellentétben stabil, és csak a neutronbefogás után tűnik el. Emiatt a leállított reaktor fűtőelemeiben megmarad a szamárium, így a reaktor beindításánál arra is számítani kell, hogy a neutronok egy részét a szamárium fogja be.

## Más (állandó) mérgek
A maghasadás során más atommagok is keletkeznek, amiknek külön-külön nincs jelentőségük, viszont együttesen jelentős mértékben befolyásolják a láncreakciót. Ezeknek a mennyisége időben növekszik, így a láncreakció általában még a hasznos tüzelőanyag elhasználása előtt leáll. Az ilyen mérgezett fűtőelemeket a reprocesszálóművekben újrahasznosítják: kémiai eljárásokkal kivonják a keletkezett szennyezéseket belőlük.

## Külső hivatkozások
- A szamáriummérgeződés jelenségének és az üzemvitelre gyakorolt hatásának a tanulmányozása (pdf)[halott link]
- a reaktormérgekről a Paksi Atomerőmű honlapján